# Danièle Cazarian
Danièle Cazarian, née le 31 août 1965 à Lyon (7e), est une femme politique française d'origine arménienne.
Elle est élue députée de la 13e circonscription du Rhône lors des élections législatives de 2017 et siège au sein du groupe La République en marche à l'Assemblée nationale.

## Biographie
Danièle Cazarian dirige une société d’immobilier d’entreprise.

## Parcours politique
De 2008 à 2014, elle est conseillère municipale de Saint-Didier-au-Mont-d'Or. En parallèle, dès 2013, elle s'investit bénévolement au sein du Centre national de la mémoire arménienne à Décines-Charpieu dont elle occupe la présidence jusqu'en 2017.
Lors des élections législatives de 2017, elle est candidate pour La République en marche dans la treizième circonscription du Rhône. Elle remporte le second tour avec 52 % des voix, face au député sortant Philippe Meunier, représentant Les Républicains qui se présente pour un troisième mandat. Au terme de la XVe législature, la députée ne se représente pas en 2022.